# کیلیلی

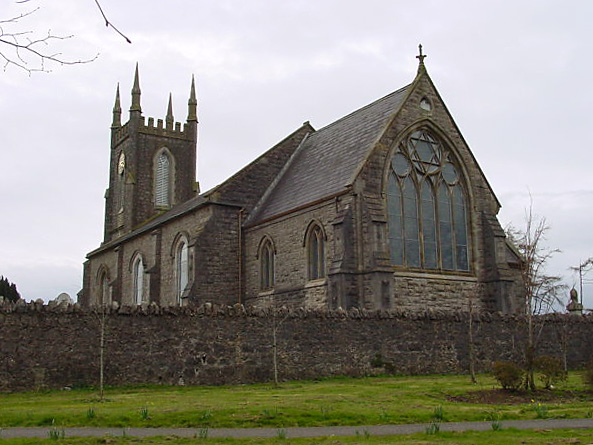
روستا کیلیلی

کیلیلی (به انگلیسی: Killylea) یک روستا در بریتانیا است.